# Ходжамбазский этрап
Ходжамбазский этрап (туркм. Hojambaz etraby) — этрап в Лебапском велаяте Туркменистана.
Образован в январе 1925 года как Ходжамбасский район Керкинского округа Туркменской ССР.
В сентябре 1930 Керкинский округ был упразднён и Ходжамбасский район перешёл в прямое подчинение Туркменской ССР.
В феврале 1933 Керкинский округ был восстановлен и Ходжамбасский район вошёл в его состав.
В ноябре 1939 Ходжамбасский район отошёл к новообразованной Чарджоуской области.
В декабре 1943 Ходжамбасский район отошёл к новообразованной Керкинской области.
В январе 1947 Керкинская область была упразднена и Ходжамбасский район вернулся в состав Чарджоуской области.
В январе 1963 Чарджоуская область была упразднена и Ходжамбасский район снова перешёл в прямое подчинение Туркменской ССР.
В декабре 1970 район вновь вошёл в состав восстановленной Чарджоуской области.
В 1992 году Ходжамбасский район вошёл в состав Лебапского велаята и был переименован в Ходжамбазский этрап.
9 ноября 2022 года к Ходжамбазскому этрапу были присоединены посёлок Довлетли и находящееся в его административном подчинении село Ашгабат, а также генгешлики Беркарарлык, Ходжахайран, Мирас, Пагтачы, Таллымерджен, Тязедурмуш упразднённого Довлетлийского этрапа.